# MG C-Type

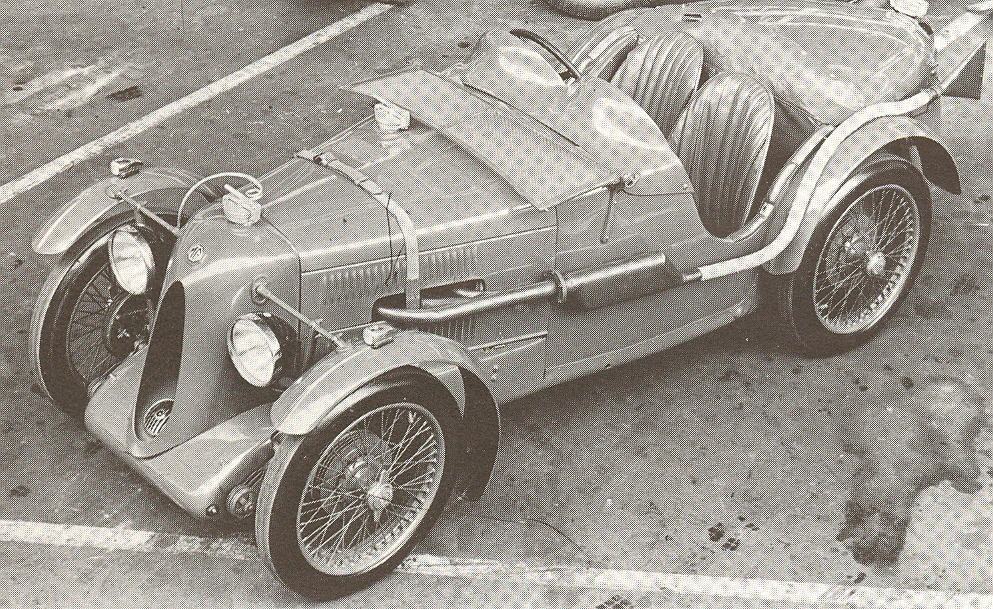
MG C-Type mit stromlinienförmiger Kühlerverkleidung (1931) für den Kurs in Montlhéry

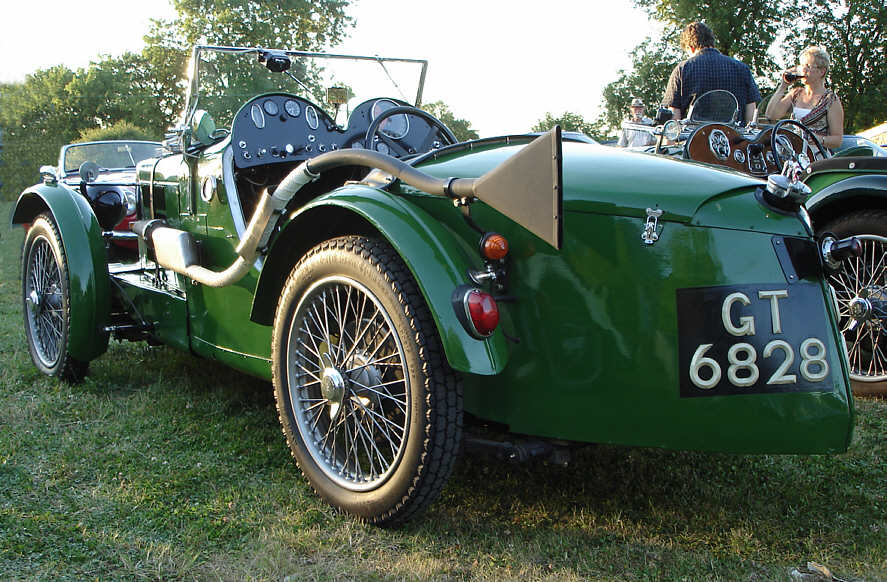
Das Bootsheck eines C-Type

Der MG C-Type war ein kleiner Sportwagen, den MG von 1931 bis 1932 herstellte. Er war für den Wettbewerbseinsatz konstruiert und basierte auf seinem Vorgänger, dem M-Type Midget. Ein Spezialfahrzeug, der EX120 wurde für George Eyston aus dem M-Type entwickelt, um sich am 24-Stunden-Rekord in der 750 cm³-Klasse in Montlhéry zu versuchen. Dieser Versuch war erfolgreich und so entstand eine Renn-Replika dieses Fahrzeuges und wurde "C-Type Midget" genannt.
Der Wagen hatte einen Vierzylinder-Reihenmotor mit obenliegender Nockenwelle (ohc) und Königswelle, wie er im Morris Minor von 1928 und im Wolseley Ten eingesetzt wurde, jedoch mit verkürztem Hub, einer anderen Kurbelwelle und einem einzelnen SU-Vergaser. Dieser Motor mit 746 cm³ Hubraum leistete 44 bhp (32,3 kW) bei 6.400 min−1. Ab 1932 gab es den Wagen mit Querstromzylinderkopf, wie er später im J-Type zum Einsatz kam. Ein Powerplus-Kompressor, der eine Motorleistung von 52,4 bhp (38,5 kW) bei 6.500 min−1 ermöglichte, war auf Wunsch ebenfalls erhältlich. Die Motorkraft wurde über ein nicht synchronisiertes Vierganggetriebe an die Hinterräder übertragen. Das Fahrwerk war neu konstruiert, besaß die Form einer Leiter mit Querträgern aus Rundrohr und ging unter der Hinterachse durch. Die Radaufhängung hatte halbelliptische Blattfedern und Reibungsstoßdämpfer von Hartford. An den beiden Starrachsen hingen die Drahtspeichenräder mit Zentralverschluss. Der Wagen besaß einen Radstand von 2.057 mm und eine Spurweite von 1.067 mm.
Die türlose Karosserie bestand aus einem mit Stahlblech beplankten Eschenholzgerüst und hatte ein spitzes Bootsheck für das Reserverad und mitgelenkte Kotflügel vorne. Spätere Ausführungen hatten ein konventionelleres Heck und einen rechteckigen Benzintank. Der Auspuff war außen an der Karosserie entlanggeleitet und endete in einem spektakulären Fischschwanz. Das Rekordfahrzeug hatte eine stromlinienförmige Verkleidung über dem Kühler, aber bei späteren Fahrzeugen ließ man diese Verkleidung weg, da sie bei niedrigen Geschwindigkeiten oft für Motorüberhitzung sorgte.
Das Serienfahrzeug kostete anfangs £ 295 mit Saugmotor oder £ 345 mit dem aufgeladenen Motor; am Produktionsende waren die Preise £ 490, bzw. £ 575.
Wie das Rekordfahrzeug von Montlhéry wurden auch die C-Type-Fahrzeuge in vielen Wettbewerben eingesetzt; ein Werksteam mit vierzehn Fahrzeugen trat 1931 beim ‚’Double Twelve’’ in Brooklands an und belegte die ersten fünf Plätze.